# Jürgen Aschoff
Pour les articles homonymes, voir Aschoff.
Jürgen Aschoff, né le 25 janvier 1913 à Fribourg-en-Brisgau et mort le 12 octobre 1998 dans cette même ville, est un biologiste allemand. Il est considéré, avec Colin Pittendrigh (1918-1996), comme le fondateur de la chronobiologie.

## Biographie
Fils d’un pathologiste, il fait des études de médecine à l’université de Bonn puis à Göttingen, Wurtzbourg et Heidelberg. Il y étudie notamment la thermorégulation chez l’être humain sous la direction d’Hermann Rein (1898-1953). Il met en évidence que la température corporelle suit des cycles journaliers.
Après la guerre, Aschoff enseigne à l’université de Wurtzbourg. En 1952, Hermann Rein prend la tête du nouvel Institut Max Planck de recherche médicale d’Heidelberg et appelle à lui son ancien étudiant, Aschoff. Ce dernier confirme dans ses premiers travaux le caractère endogène du rythme circadien et que celui-ci est largement répandu dans le règne animal : il maintient plusieurs générations de souris et d’oiseaux dans des conditions constantes et celles-ci continuent de montrer un rythme journalier inné. Avec son collaborateur Rütger Wever (en), il met au point dans les années 1950 un modèle mathématique qui permet aux spécialistes des rythmes biologiques de parler un même langage. À la fin de cette décennie, Erich von Holst (1908-1962) et Karl von Frisch (1886-1982) fondent l’Institut Max Planck de physiologie comportementale en Bavière et recrutent Aschoff. Celui-ci y crée son propre département de recherche consacré aux rythmes biologiques.
Il s’intéresse notamment aux rythmes biologiques des oiseaux car il est proche de Gustav Kramer (en) (1910-1959) qui découvre la capacité des oiseaux à suivre le mouvement du soleil grâce à leur horloge circadienne. Les recherches conjointes entreprises par ces deux hommes, qui appartiennent à l’Institut Max Planck, sont interrompues par la mort de Kramer. Deux autres collaborateurs de l’Institut travaillent dans le domaine de l’ornithologie Klaus Hoffmann et Eberhard Gwinner. Aschoff succède, à la mort de Kramer, à la tête du Vogelwarte Radolfzell ce qui lui permet de rencontrer divers ornithologues comme Hans Löhrl (1911-2001), Gerhardt Zink (1919-2003), Gerhard Thielcke (en) (1931-2007), etc.
Aschoff étudie les cycles biologiques chez les oiseaux et les mammifères (y compris l’être humain) et l’influence des facteurs externes sur ceux-ci. Il fait des expériences où il maintient des animaux dans un environnement constant. Pour les êtres humains, il fait une expérience en 1962 en faisant construire un bunker enterré dans lequel il enferme des volontaires. Le premier cobaye qu’il choisit est lui-même. Avec son collaborateur Rütger Wever (en), il démontre que diverses fonctions humaines (physiologiques, cognitives ou comportementales) sont contrôlées par une horloge circadienne endogène. Ses observations ont des répercussions sur divers problèmes médicaux comme les troubles du sommeil, l’impact du décalage horaire, le vieillissement, etc.

## Sources
- Peter Berthold (2000). In Memoriam: Jürgen Aschoff, 1913-1998, The Auk, 117 (3), : 779-780.  (ISSN 0004-8038)
- Serge Daan et Eberhard Gwinner (1998). Jürgen Aschoff (1913-98). Pioneer in biological rhythms, Nature, 396 : 418.  (ISSN 0028-0836)
- Eberhard Gwinner (1999). Jürgen Aschoff (1913-1998), Journal für Ornithologie, 140 (3) : 384-387.  (ISSN 0021-8375)